# Diploscapter coronata
Diploscapter coronata är en rundmaskart som först beskrevs av Nathan Augustus Cobb 1893.  Diploscapter coronata ingår i släktet Diploscapter och familjen Rhabditidae. Inga underarter finns listade i Catalogue of Life.